# Sfântu Gheorghe (flodarm)
Sfântu Gheorghe-grenen (rumænsk: Brațul Sfântu Gheorghe; ukrainsk: Георгіївське гирло) er en flodarm af Donau-floden, der bidrager til at danne Donau-deltaet ud til Sortehavet.
Det er den sydligste flodarm af Donaudeltaet; de to andre hovedgrene er Chilia-grenen og Sulina-grenen. Sfântu Gheorghe-grenen har en længde på 64 km og løber i sydøstlig retning.
Den er stærkt slynget og ikke egnet til sejlads med store skibe.
Gheorghegrenen tegner sig for 21,2 % af vandføringen af Donau i floddeltaet.
Der  ligger fem kommuner ved Sankt Gheorghegrenen: Nufăru, Beștepe, Mahmudia, Murighiol og ved udmundingen i Sortehavet Sfântu Gheorghe.
Der er fire strengt beskyttede naturreservater ligger i disse kommuners område: Brakvandssøen Murighiol (de) i Murighiol-området og Elskov Erenciuc (de), Belciug-søen (de)og fuglereservatet Sakhalin-Zătoane (de) i Sfântu Gheorghe-området (se  Biosfærereservat Donaudeltaet og naturafsnittet på Donau-deltaet).